# Charles Louvet
Pour les articles homonymes, voir Louvet.
Charles Louvet, né à Saumur le 22 octobre 1806 et mort à Paris le 2 mars 1882, est un banquier et homme politique français.

## Biographie
Fils du banquier Louis Louvet (1770-1826), Charles Louvet fonde la maison de banque Louvet et Trouillard,à Saumur, avec laquelle il fait fortune.
Il est conseiller municipal en 1834 puis maire de la ville de Saumur de 1844 à 1869, conseiller général du canton de Montreuil-Bellay de 1834 à 1870 ,,. Il fut un proche des députés Bucher de Chauvigné et  Segris.
Président du conseil général de Maine-et-Loire en 1854,. Il a été Ministre de l'Agriculture et du Commerce du 2 janvier 1870 au 10 août 1870 dans le Gouvernement Émile Ollivier, et élu député de Maine-et-Loire du 13 mai 1849 au 4 septembre 1870. En cette qualité, il siège au sein de la Commission sur l'assistance et la prévoyance publiques présidée par Thiers.
Il est le beau-père d'Albert Mayaud et d'Henri de Maillé de La Tour-Landry.

## Décorations
- France :  Commandeur de la Légion d'honneur le 30 août 1865[11].
- Saint-Siège :  Grand-croix de l'ordre de Saint-Grégoire-le-Grand[9].
- Chevalier de Saint-Jacques de l'Épée[9] (Ordre de Santiago).
- Officier de l'Instruction publique, Ordre des Palmes académiques[9].

## Sources
- « Charles Louvet », dans Adolphe Robert et Gaston Cougny, Dictionnaire des parlementaires français, Edgar Bourloton, 1889-1891 [détail de l’édition]